# Roots Radics Rockers Reggae
Roots Radics Rockers Reggae è un album di Bunny Wailer, pubblicato dalla Shanachie Records nel 1983. Il disco, una riedizione dell'album del 1979 In I Father's House che era stato pubblicato solo in Giamaica, più 2 brani usciti solo precedentemente come singoli: Cease Fire (1980) e The Conqueror (1981), fu registrato e remixato nel 1983 al Harry J's Recording Studio di Kingston, Jamaica.

## Tracce
Lato A
1. Roots Radics Rockers Reggae – 4:17 (Bunny Wailer)
2. Cease Fire – 4:33 (Bunny Wailer)
3. Let Him Go – 3:43 (Bunny Wailer)
4. The Conqueror – 3:27 (Bunny Wailer)

Lato B
1. Rockers – 5:30 (Bunny Wailer)
2. Wirly Girly – 4:03 (Bunny Wailer)
3. Rockin' Time – 5:33 (Bunny Wailer)
4. Love Fire – 5:00 (Bunny Wailer)

## Musicisti
- Bunny Wailer - voce, batteria (repeater drum e talking drum), percussioni, arrangiamenti
- Earl Chinna Smith - chitarra
- Dougie Rad Bryan - chitarra
- Ernest Ranglin - chitarra
- Earl Wire Lindo - tastiere
- Keith Sterling - tastiere
- Bobby Kalphat - tastiere
- Gladstone Anderson - tastiere
- Tommy McCook - strumenti a fiato
- Bobby Ellis - strumenti a fiato
- Headley Bennett - strumenti a fiato
- Dean Fraser - strumenti a fiato
- Ronald Nambo Robinson - strumenti a fiato
- Errol Carter - basso
- Robbie Shakespeare - basso
- Leroy Horsemouth Wallace - batteria
- Eric Clarke - batteria
- Uziah Sticky Thompson - percussioni